# Cal Morros (Rajadell)
Cal Morros és una masia situada al municipi de Rajadell, a la comarca catalana del Bages.